# Personnages de Kekkaishi
Ceci est la liste des principaux personnages du manga Kekkaishi par Yellow Tanabe et de l’anime adapté de celui-ci.

## Protagonistes

### Yoshimori Sumimura
Seiyū (anime) : Hiroyuki Yoshino
Yoshimori Sumimura (墨村良守, Sumimura Yoshimori) est le héros de l’histoire. Au début, c’est un collégien de 14 ans qui est aussi le 22e successeur kekkaishi (結界師) de la famille Sumimura. Il est dépeint comme un paresseux, têtu, entêté mais s’efforce de protéger sa famille et ses amis, surtout Tokine, pour qui il a des sentiments pour depuis son enfance. Lorsqu’il était plus jeune, il pleurait souvent et n’aimait pas être un kekkaishi. Mais son attitude a beaucoup changé depuis que Tokine a été blessée au bras par un ayakashi (妖) que Yoshimori n’a pas réussi à éliminer. Au début de la série, on le voit régulièrement cuisiner et c’est souvent plus important pour lui que son devoir de kekkaishi. Il rêve de devenir pâtissier, mais est tout le temps très critiquée par son grand-père pour ce hobby.
Les compétences de Yoshimori en tant que kekkaishi (personne utilisant le Hazama-Ryū Kekkai Jutsu (間流結界術)) diffèrent de celles de son homologue, Tokine. En raison de sa personnalité impétueuse et obstiné, Yoshimori a toujours pris du retard sur Tokine en termes de rapidité et de précision. Toutefois, Yoshimori excelle en termes de puissance et d’endurance. Il est capable de créer un kekkai (結界) extrêmement grand et puissant, ce que Tokine serait incapable de former ou celui-ci échapperait rapidement à son contrôle. Tout au long de la série, des observations sont faites par Shigemori Sumimura et Masamori Sumimura sur le fait que Yoshimori a une source énorme de capacités latentes dans son kekkai. Il est également noté que Yoshimori est capable d’activer son zekkai (絶界) sans aucune formation particulière préalable. Cependant, son zekkai ne peut être utilisé à son plein potentiel que dans les moments où ses émotions débordent de leurs limites. Dans l’avancement actuel de la série, Yoshimori n’utilise son zekkai à pleine puissance seulement à trois reprises : la première fois lors de son combat contre Kaguro, puis lorsqu’il protège son frère Masamori de se faire frapper par une attaque mortelle de Mudō, et après que Hiura se fait gravement blesser. Cet état rejette tout ce qu’il n’aime pas, y compris la mort.
La mort de Gen a aussi considérablement changé sa façon de voir, le conduisant à vouloir devenir plus puissant. Il trouve Hiura très semblable à Gen et lui dit que s’il veut tuer quelqu’un, de le tuer en premier. Yoshimori ne lui faisait pas confiance au début, mais commence à sympathiser avec lui à force de se battre à ses côtés.
Le pouvoir de Yoshimori a récemment subi un changement important. À la demande de son grand-père, Yoshimori suit une formation spéciale avec Shimano, l’esprit d’un chat à deux queues, lui permettant d’apprendre une technique qui pourrait lui permettre d’exploiter pleinement le potentiel de sa puissance. Après plusieurs semaines de formation, Yoshimori apprend à entrer dans un état mental appelé musō (無想), dans lequel il est absolument dénué de toute émotion et dans un état de concentration pure. Dans cet état, non seulement la puissance de Yoshimori augmente exponentiellement, mais il gagne aussi une vitesse et une précision plus grandes que celles de Tokine. Yoshimori suit maintenant une formation pour entrer en musō ultime, un état dans lequel non seulement son pouvoir est déverrouillé, mais qui lui permet aussi d’appeler son « partenaire », un esprit protecteur puissant.
À partir du chapitre 266, Yoshimori convoque son partenaire, Shiguma, et peut entrer en état musō à volonté. Dans cet état, Yoshimori peut non seulement créer des kekkai apparemment indestructibles, mais aussi créer un grand nombre d’entre eux sans signes visibles de fatigue ou de stress. Dans le chapitre 273, Okuni révèle à Masamori que Yoshimori est un être humain extrêmement rare qui est compatible avec Karasumori et que si Karasumori le veut, il peut partager avec Yoshimori son énorme réservoir « spirituel » qui a le pouvoir potentiel de détruire le monde.

### Tokine Yukimura
Seiyū (anime) : Rie Saitō
Tokine Yukimura (雪村時音, Yukimura Tokine) est l’amie et la partenaire kekkaishi de Yoshimori. Tokine a 16 ans et est le 22e successeur kekkaishi de la famille Yukimura. Elle porte une cicatrice sur le bras droit, qu’elle a reçue en protégeant Yoshimori dans leur enfance. Tokine est doué d’une grande exactitude et précision, en revanche, son kekkai est plutôt faibles et ne peut être maintenue que pendant de courtes périodes de temps. Au début, elle tente de pallier cela en copiant la technique de Masamori d’empilement de plusieurs kekkai autour d’une cible, mais elle n’a pas assez d’endurance pour cela, ce qui rend la technique mal adaptée pour elle. Plus tard, elle apprend à affiner son kekkai en étroite lances qui peuvent empaler et bloquer un ennemi, ce qui compense son manque de puissance. Elle a aussi la capacité de manipuler les kekkai et l’espace, c’est ce qu’elle fait lorsqu’elle ne peut pas dissiper le zekkai de Yoshimori et le manipule pour le traverser (dans l’anime uniquement), puis de nouveau lorsqu’on enlève des membres des Veilleurs de Nuit, elle utilise son portail pour entrer dans la dimension qui a été créée dans les « boites ». Tokine est manifestement impressionnée par la puissance et le potentiel de Yoshimori, mais est constamment frustrée par son mauvais contrôle et son attitude paresseuse. Elle se soucie de Yoshimori et l’a protégé bien des fois quand il était plus jeune. Elle aime aussi se moquer de lui et n’est pas consciente de ses sentiments pour elle. Cependant, elle commence à montrer des signes d’une profonde affection pour Yoshimori : elle le gifle une fois pour être allé se battre seul contre Kaguro, et le frappe quand il est parti voir Okuni sans elle. Dans la série, il est indiqué que, si elle est peut-être la plus faible des kekkaishi, elle est clairement la plus « impitoyable ». Son impitoyable pragmatisme se montre par exemple au travers de son mépris pour la santé de Hachiouji Kemiya quand il était possédé par un ayakashi et le metsu interdit d’un dieu shinyūchi (神佑地) qui avait envahi Karasumori et attaqué ses défenseurs.

### Gen Shishio
Seiyū (anime) : Eiji Miyashita
Gen Shishio (志々尾限, Shishio Gen) apparaît la première fois dans le volume 6 du manga. Shishio aide Tokine et Yoshimori dans la chasse aux ayakashi et la protection de Karasumori. C’est un semi-ayakashi (ayakashi majiri), ce qui signifie qu’il peut transformer une partie ou la totalité de son corps en ayakashi. Il a été fréquemment victime d’intimidation par d’autres enfants et même ses frères plus âgés quand il était jeune. Lorsque son pouvoir s’est pleinement éveillé quand il avait dix ans, il a presque tué sa sœur aînée et gravement blessé ses frères. Ensuite, il a été recueilli par Masamori et les Veilleurs de Nuit, où il était encadré par Atora. Gen apprit à maîtriser son mode ayakashi total pendant une bagarre avec un ayakashi de haut niveau du Kokubōrō, mais tragiquement avant d’avoir pu achever son adversaire, Kaguro (un autre ayakashi de haut niveau du Kokubōrō) tua Gen. Sa mort a profondément affecté ses alliés et notamment Yoshimori.

### Hiura Sōji
Hiura Sōji (氷浦蒼士, Sōji Hiura) tue presque Yoshimori quand il apparaît dans l’Hidagō (緋田郷) pour récupérer les preuves de son implication dans la chasse aux shinyūchi. Il apparaît plus tard dans le chapitre 223, avec comme consignes d’aider les kekkaishi. Il révèle avoir été formé comme une marionnette qui obéit aux ordres et ne pense à rien. Il est par conséquent dans un état d’esprit semblable à celui d’un enfant et est même fasciné par un simple portemine. Les paroles de Yoshimori vont l’amener petit à petit à remettre en question les ordres et à changer son état d’esprit, l’amenant à hésiter à porter un coup fatal. Beaucoup de gens le trouvent similaire à Gen.
Ses capacités sont multiples, telles de la canalisation de son pouvoir pour créer des lames, une barrière sur son corps, ou à son utilisation comme un ressort dans ses muscles. Il peut aussi librement modifier la taille et la forme de ses lames, qu’il peut créer à partir de n’importe quel endroit sur son corps. Il ne pense à rien lorsqu’il les utilise, ce qui permet à son esprit de flotter hors du temps, en lui montrant où aller ensuite.
Son nom d’emprunt (Hiura Sōji) lui a été donné par Suigetsu, sinon il est simplement désigné en tant que No 3 (参号, Sangō). Après la tentative d’invasion de Karasumori, il est blessé par Shichirō Ōgi accidentellement ce qui a alors déclenché le zekkai blanc de Yoshimori. Il est ensuite guéri par l’équipe médicale des Veilleurs de Nuit.

## Famille Sumimura
La famille Sumimura (墨村) est l’une des deux familles ancestrales de kekkaishi qui sont chargées de protéger Karasumori des ayakashi. L’hériter légitime de la famille porte une marque sur la paume de la main droite.
Shigemori Sumimura
Seiyū (anime) : Yōhei Tadano
Shigemori Sumimura (墨村繁守, Sumimura Shigemori) est le grand-père de Yoshimori et le 21e chef de la famille Sumimura. Shigemori est un homme très impétueux et qui combat souvent avec Tokiko Yukimura au sujet du véritable successeur. Cela va des injures, aux batailles menées dans les airs. Il aime aussi frapper Yoshimori sur la tête avec des coups de manchette quand il le juge trop paresseux ou ne rivalisant pas assez avec les Yukimura. Malgré son caractère tempétueux, il semble beaucoup se soucier de sa famille et du bien-être de Tokiko. Un sujet récurrent de son énervement est que Masamori Sumimura a réussi à entrer dans la Guilde qu’il n’aime pas et dont il se méfie beaucoup. Toutefois, il semble qu’il ait renoncé à essayer de dissuader Masamori de continuer à travailler dans la Guilde, Masamori disant que ce serait sa façon de protéger Karasumori. Il est fait allusion que Shigemori est un kekkaishi hautement qualifié. Masamori, un kekkaishi très compétent lui aussi a répondu à Shigemori qu’il est encore loin de son niveau quand Shigemori l’a complimenté. Au cours de la première vague d’attaque de Kokubōrō, Shigemori a créé un énorme kekkai autour de la maison et crée même des shikigami sans montrer aucun signe d’épuisement, lors de l’attaque des laquais de Shion.
Sumiko Sumimura
Seiyū (anime) : Keiko Konno
Sumiko Sumimura (墨村守美子, Sumimura Sumiko) est la mère de Yoshimori. Elle peut utiliser la technique de kekkai, mais n’est pas un successeur légitime. Elle est très peu vue au début du manga et dans l’anime. Elle est décrite comme une kekkaishi qualifiée et il est dit qu’elle traque les ayakashi ailleurs, sans donner de raisons. Lors de sa première mission pour la Guilde, elle a commis un déicide en tuant le dieu qu’elle devait calmer, affirmant que l’enfant du dieu lui a dit de le tuer. Sumiko est récemment rentrée dans des circonstances mystérieuses. Interrogée sur ses intentions, elle dévoile vouloir prendre l’être enfermé sous Karasumori et le sceller dans un lieu plus sûr. Elle a de nouveaux choqué sa famille quand elle annonce son intention de prendre Yoshimori avec elle en partant, parce qu’il est le seul qui soit compatible avec l’être situé sous Karasumori.
Shūji Sumimura
Seiyū (anime) : Manabu Muraji
Shūji Sumimura (墨村修史, Sumimura Shūji) est le père de Yoshimori. Il n’a pas le pouvoir de voir les esprits. Shūji utilise des sorts et des objets spéciaux, quand il a besoin de combattre. C’est l’ancien assistant de Heisuke.
Masamori Sumimura
Seiyū (anime) : Miyauchi Atsushi
Masamori Sumimura (墨村正守, Sumimura Masamori) est le fils aîné de la famille Sumimura. Bien qu’il soit le plus vieux des trois frères, Masamori n’a pas été choisi comme héritier, ce qui a toujours été une source de mystère pour lui et Yoshimori. Ce dernier affirmant à plusieurs reprises dans la série, qu’en termes de compétences et de pouvoir, Masamori devrait avoir pris la position d’héritier. Il a 21 ans, mais a l’air beaucoup plus vieux. Masamori est le chef des Veilleurs de Nuit, ainsi que le 7e siège du conseil d’administration de la Guilde, dans lequel il a noué une relation très désagréable et inquiétante avec Ichirō Ōgi, le 8e siège, qui le méprise et le hait manifestement. C’est un kekkaishi très qualifié, qui maîtrise des techniques les plus élevées de défense, ainsi que des techniques difficiles et il est capable d’activer son zekkai. Cependant, une différence remarquable avec le zekkai de Yoshimori est que celui de Masamori ne peut que détruire. Il n’est pas en mesure de créer son zekkai de telle manière qu’il puisse protéger d’autres personnes que lui-même. Certains personnages ont noté que c’était probablement la raison pour laquelle Masamori n’a pas été choisi comme le successeur légitime. Masamori est apparemment une personne manipulatrice, il a participé avec Heisuke Matsudo à la mise en scène de la mort de celui-ci et manipule Yomi Kasuga enfin d’entrer dans Karasumori puis l’utilise ensuite comme un informateur. Les relations avec Ichirō Ōgi marquent la première véritable démonstration de colère de Masamori, ses actions ayant entraîné la mort de plusieurs de ses subordonnés, y compris celle de Gen Shishio. Après que Ichirō Ōgi soit retrouvé mort, il se concentre sur la recherche de la vérité derrière les assassinats de la Guilde, ressuscitant même Kōya et affrontant Hisaomi Yumeji.
Kurohime
Kurohime (黒姫) est la partenaire de Masamori, c’est une carpe noire géante qui nage dans le sol et dans le ciel comme si c’était de l’eau. Elle lit les ondes que Masamori émet pour détecter des objets ou des personnes.
Kōya
Seiyū (anime) : Masashi Ebara
Kōya (鋼夜)  Kōya est un loup honshū ayakashi et l’ami d’enfance de Madarao. Il est révéré pour sa force et sa vitesse.
Yoshimori Sumimura
Voir Yoshimori Sumimura.
Shikigami latin style
Seiyū (anime) : Ken Narita
 créé pour faire la queue afin de récupérer des gâteaux, utilisé pour se débarrasser de Julia Roppongi.
Shiguma
Shiguma (しぐま) est le partenaire de Yoshimori. Il apparaît à l’origine comme une boîte rayée noir et blanc avant de changer de forme en une créature tangible, il peut aussi prendre la parole.
Toshimori Sumimura
Seiyū (anime) : Miyuki Kawasho
Toshimori Sumimura (墨村利守, Sumimura Toshimori) est le plus jeune des frères Sumimura. Toshimori semble être plutôt mûr malgré son jeune âge. En effet, il affiche souvent une maturité et des connaissances inhabituelles pour son âge. Apparemment, il est capable de créer des kekkai, mais pas de participer à une vraie bataille.
Madarao
Seiyū (anime) : Takeharu Onishi
Madarao (斑尾) est un démon chien blanc qui sert la famille Sumimura depuis sa fondation. Transmis à leur disposition par le fondateur Hazama Tokimori, Madarao est capable de détecter les ayakashi avec son incroyable sens de l’odorat qui, comme il s’en vante souvent, est beaucoup plus performant que celui d’Hakubi. Cependant, peu importe la vitesse à laquelle il localise un ayakashi, Yoshimori n’arrive jamais les attraper assez vite, un fait que Madarao déplore souvent. Madarao est âgé d’environ 500 ans. Avant son existence en tant que démon, il était un chien errant appelé Ginro (銀露), et était le meilleur ami de Kōya. Il porte un collier de perles d’esprit enfilées sur un nenshi (念糸) (kekkai en forme de fil), qui scelle sa vraie forme de démon. Lorsqu’il n’aide pas Yoshimori, il réside à l’intérieur d’une pierre spéciale, couverte de glyphes, située ironiquement à l’intérieur d’une niche en bois. Lorsqu’il est descellé, Madarao devient énorme et utilise de puissants poisons et illusions. Madarao semble avoir le béguin pour Hazama Tokimori, mais de façon unilatérale. Apparemment, il l’a suivi parce qu’il est tombé amour de lui au premier regard. Tout au long de son service à la famille Sumimura, Madarao a refusé de reconnaître quelqu’un d’autre que Hazama Tokimori comme son véritable maître. Toutefois, après la bataille avec Kōya, Madarao commence à voir Yoshimori comme tel.
Shimano
Shimano (縞野) est un Nekomata blanc (chat démon à deux queues) qui sert la famille Sumimura. Introduit que récemment dans l’histoire, Shimano réside au fond d’un puits fermé sur la propriété de la famille Sumimura. Le fond du puits abrite une salle de formation spéciale, où Shimano a formé les différents successeurs légitimes de la famille Sumimura dans l’art du musō. Le musō est un état mental dans lequel l’utilisateur devient totalement dépourvu d’émotion et entre dans un état de concentration pure. L’entraînement de Shimano est considérablement brutal, puisqu’il utilise les bouts de sa queue pour administrer de puissants chocs électriques à la tête de Yoshimori quand il réussit, afin de le lui « graver dans la mémoire ». Il appelle cependant Yoshimori, « maître » ou « 22e », et a reconnu qu’il possède un pouvoir qui pourrait un jour dépasser celui de tous les successeurs légitimes qui sont venus avant lui. Il considère Yoshimori comme un sympathisant de Karasumori. Shimano a servi la famille Sumimura pendant 500 ans, depuis la fondation des kekkaishi.

## Famille Yukimura
La famille Yukimura (雪村) est la seconde famille de kekkaishi, chargée de protéger Karasumori. L’héritier légitime de cette famille porte une marque au-dessus du sein gauche.
Tokiko Yukimura
Seiyū (anime) : Mayumi Tanaka
Tokiko Yukimura (雪村時子, Yukimura Tokiko) est la grand-mère de Tokine. Elle est la 21e chef de la famille Yukimura. Elle est également le kekkaishi le plus fort à Karasumori en ce moment. Elle peut contrôler l’espace avec un haut niveau et canaliser l’énergie de Yoshimori quand ils ont effectué un kekkai à quatre. Elle est capable de détruire sélectivement une cible dans un kekkai sans blesser autre chose à l’intérieur. Malgré la différence de famille, elle s’entend bien avec le grand-père de Yoshimori et commence à considérer Yoshimori comme un successeur approprié.
Tokio Yukimura
Seiyū (anime) : Etsuo Yokobori
Tokio Yukimura (雪村時雄, Yukimura Tokio) est le père de Tokine. Il n’a pas reçu le signe du successeur légitime, son pouvoir est donc limité, mais il a quand même gardé une attitude positive. Tokio est décédé il y a quelques années, alors qu’il baissa sa guarde en patrouillant à Karasumori. Son dernier avertissement donné à Tokine de ne pas baisser sa garde près d’« eux », est assez ambigu puisqu’il ne précise pas s’il s’agit des Ayakashi ou de la Guilde.
Shizue Yukimura
Seiyū (anime) : Asako Dodo
Shizue Yukimura (雪村静江, Yukimura Shizue) est la mère de Tokine, mais ce n’est pas une Yukimura de naissance. Elle possède la capacité de tuer un cafard sans qu’il n’explose.
Tokine Yukimura
Voir Tokine Yukimura.
Hakubi
Seiyū (anime) : Masanori Ishii
Hakubi (白尾) est le chien démon de la famille Yukimura. Il détecte les esprits avec son sens de l’odorat. Il est âgé d’environ 400 ans. Il n’aime pas les hommes et insulte constamment Yoshimori. Hakubi aime aussi taquiner Madarao d’avoir à servir un maître (Yoshimori) avec des compétences aussi pathétiques. Il flirte en permanence avec Tokine et aime à l’appeler « honey ».
Mikeno
Mikeno (三毛野) est un Nekomata qui sert la famille Yukimura. Mikeno est l’équivalent de Shimano. Mikeno a demandé à Tokiko d’envoyer Tokine pour une formation intensive.

## Autreskekkaishi
Tokimori Hazama
Tokimori Hazama (間時守, Hazama Tokimori) est le premier kekkaishi. Il a mis en place la tradition des familles protégeant Karasumori, les familles Sumimura et Yukimura étant les seules restantes à ce jour. Il a enfermé son fils Chūshinmaru sous Karasumori afin d’éviter qu’il ne détruise le monde. 
Kumon
Kumon (九門) 
Kokuyō
Kokuyō (黒曜) 
Chūshinmaru
Chūshinmaru (宙心丸) 
Tsukikage
Tsukikage (月影) 

## La Guilde (Urakai)
La Guilde (裏会, Urakai) est un groupe de coordination de tous les utilisateurs de capacités et de ceux qui se battent contre les Ayakashi et autres démons. Il est géré par un comité exécutif appelé le Conseil des douze (十二人会, Jūnininkai).

### Conseil des douze (Jūnininkai)
Nichinaga Ōmi
Nichinaga Ōmi (逢海日永, Ōmi Nichinaga) est le Sōsui (王), fondateur de la Guilde, mais il cherche maintenant à le détruire complètement pour se venger. Il n’est mentionné que très tard dans le manga et pas du tout dans l’anime. La chasse aux shinyūchi se confirme avoir été plus ou moins planifiée par lui. Bien qu’il semble contrecarrer le complot de son frère, Hisaomi Yumeji, et le dédaigner, il semble avoir de l’estime pour Sangō (Hiura) et Zéro à certains égards car Shichirō Ōgi mentionne qu’on lui avait dit de ne pas blesser Hiura (après l’avoir coupé avec une lame de vent, croyant que c’était Ichigō).
Hisaomi Yumeji
Hisaomi Yumeji (夢路久臣, Yumeji Hisaomi) est le 1er siège de la Guilde et le Gyoku (玉). Il prend le contrôle sur toute la Guilde afin d’harmoniser le processus de décision et de protéger la Guilde à la suite de la mort de trois des membres du conseil. Il a fondé il y a 400 ans la Guilde avec son frère. Pour lutter contre son frère, le Sōsui, il procède à la réforme de la Guilde. Il est responsable d’avoir permis la mort des autres membres et de la propagation de la chasse aux shinyūchi. Son vrai nom est Tsukihisa Ōmi (逢海月久, Ōmi Tsukihisa) et il est le vrai chef de ceux qui attaquent Karasumori. Après une confrontation avec Masamori, il est tué par un des subordonnés de son frère, Zéro.
Nura Kidouin
Nura Kidōin (鬼童院ぬら, Kidōin Nura) est le 2d siège de la Guilde. Elle refuse de prendre la direction de la Guilde après la mort de Yumeji.
Tatsuki
Tatsuki (竜姫) est le 3e siège de la Guilde. Elle tente de voler l’insigne de Masamori lors de son admission au Conseil des douze. Elle démission après la mort de Yumeji.
Meian
Meian (冥安) est le 4e siège de la Guilde. C’est un veillard chauve.
Gaiji Kusaribe
Gaiji Kusaribe (腐部骸次, Kusaribe Gaiji) est le 5e siège de la Guilde. Il peut faire revivre les morts pour en faire une armée.
Kagen Shiromi
Kagen Shiromi (銀魅霞玄, Shiromi Kagen) est le 6e siège de la Guilde. Il démissionne avant que la Guilde ne se fasse attaquer.
Masamori Sumimura
Masamori Sumimura est l’actuel 7e siège de la Guilde. Voir Masamori Sumimura.
Ichirō Ōgi
Seiyū (anime) : Daisuke Gouri
Ichirō Ōgi (扇一郎, Ōgi Ichirō) est le 8e siège du Conseil des douze. C’est un membre du clan Ōgi, qui sont les maîtres du vent. Ōgi a secrètement conspiré avec Kokubōrō, et Byaku en particulier, pour prendre le contrôle du pouvoir de Karasumori. Masamori Sumimura l’a longtemps soupçonné d’être un traître et travaille avec Okuni pour le démasquer. Ōgi est physiquement très imposant, il fait plus de deux fois la taille d’un humain normal, et porte une cagoule qui cache son visage en permanence. Lorsque Masamori tente de confronter Ōgi à propos de sa trahison, il est révélé que Ōgi est en fait six frères qui ont la capacité de fusionner physiquement et de combiner leurs pouvoirs. Cela explique sa taille et son pouvoir immense. Lorsque les Veilleurs de Nuit rejoint sa cachette et que Masamori vient l’affronter, il a déjà été tué, ainsi que ses autres frères (à l’exclusion de Rokurō) par Shichiro Ōgi, le successeur légitime de la famille Ōgi.
Okuni
Okuni (奥久尼) est le 9e siège du Conseil des douze. Elle siège comme historienne et agent comptable de l’organisation. Elle est aussi un ardent promoteur de la justice et l’ordre. Elle semble être invincible et a la capacité de créer des portails et des trous dans l’espace pour déplacer sur de grandes distances ou stocker différents articles. Après que Kokubōrō a été vaincu, Okuni a étudié le site de Karasumori afin de mieux comprendre pourquoi les ayakashi sont intéressés par l’endroit. Là, elle assiste à une puissante attaque d’un ayakashi sur Karasumori, lui amenant à se poser la question de savoir si la force en dessous du site est seulement de l’énergie, ou peut-être une entité vivante. Plus tard, elle se confronte à Ichirō Ōgi et révèle qu’elle sait qu’il a conspiré avec Kokubōrō pour prendre le contrôle de Karasumori. Ōgi l’attaque avec son éventail, mais elle n’est pas blessée et Okuni indique clairement qu’elle a l’intention de le traduire en justice. Elle est apparemment tuée, ou tout au moins grièvement blessée par un agresseur inconnu au moment où un de ses subordonnés essaie de la joindre quand un feu est déclenché au siège de la Guilde. Elle réapparaît sous la forme d’un esprit dans le chapitre 264 afin de confirmer ses soupçons. Elle a en fait été tuée par Zéro. Dans le chapitre 273, elle révèle à Masamori que Karasumori n’est pas une terre spirituelle, mais un être humain réel. L’être possédait une réserve gigantesque d’« esprit » et avait la possibilité de détruire le monde, mais a été scellé sous Karasumori. Elle croit également que le véritable objectif des successeurs des kekkaishi n’est pas d’empêcher les ayakashi de voler Karasumori, mais d’empêcher l’être scellé dessous de s’échapper. Avant de disparaître dans l’au-delà, elle fait une révélation finale, Yoshimori possède la même réserve massive d’« esprit » et potentiel que l’être scellé sous Karasumori, et que l’être essaie de partager son pouvoir avec Yoshimori.
Kazuchika Tsumugi
Kazuchika Tsumugi (紡岐一親, Tsumugi Kazuchika) est le 10e siège du Conseil des douze. Elle peut manipuler des objets en les touchant avec ses cheveux.
Kihei Konozuka
Kihei Konozuka (狐ノ塚奇平, Konozuka Kihei) est le 11e siège du Conseil des douze. Il porte un masque de renard et a été tué par Shichirō Ōgi.
Juhō
Juhō (咒宝) est le 12e siège du Conseil des douze. Le bas de son visage est caché par un foulard. Ses attaques prennent la forme de dragons qui montent dans le ciel telles des colonnes d’électricité. Il puise sa puissance de la terre.
Mudō
Mudō (無道) est l’ancien 7e siège du conseil des douze, auparavant connu comme « Mudō l’Immortel ». Mudō a brièvement occupé un poste de directeur. Prétextant s’ennuyer avec les anciens, Mudō a attaqué les installations de formation de la Guilde. Il explique à Masamori que c’était une occasion pour « jouer avec les jeunes ». Le véritable motif de Mudō est d’acquérir plus de pouvoir en absorbant la puissance de dieux shinyūchi. Il est rattrapé par Masamori lorsqu’il tente de tuer le maître d’un domaine, Tanyū, un être faible avec la capacité de jeter des illusions. Tanyū détruit la dimension dans lequel ils se trouvent, tuant Mudō dans le processus.

### Côté duSōsui
Nichinaga Ōmi
 Voir Nichinaga Ōmi.
Haruka
Haruka (遥) 
Suigetsu
Suigetsu (水月) 
Zéro
Zéro (零) 
Hiura Sōji
 Voir Hiura Sōji.
Shichirō Ōgi
 Voir Shichirō Ōgi.

### Côté duGyoku
Hisaomi Yumeji
 Voir Hisaomi Yumeji.
Kakeru
Kakeru (カケル) 
Michiru
Michiru (ミチル) 
Ichigō
Ichigō (壱号) No 1 
Nigō
Nigō (弐号) No 2 
No 536
No 536 (536号) 

### Les Veilleurs de Nuit (Yagyō)
Les Veilleurs de Nuit (夜行, Yagyō) est un groupe d’utilisateurs de capacités de la Guilde. Il a été créé et est géré par Masamori Sumimura. Il inclut de nombreux jeunes utilisateurs de capacités en formation.
Masamori Sumimura
Masamori Sumimura est aussi le chef des Veilleurs de Nuit. Voir Masamori Sumimura.
Miki Hatori
Seiyū (anime) : Kazuki Murayama
Miki Hatori (刃鳥美希, Hatori Miki) est la vice-chef des Veilleurs de Nuit, et la confidente de Masamori. Elle s’occupe d’une grande partie des tâches des Veilleurs de Nuit, ce qui entraîna un grand désarroi lorsqu’elle se mit en grève pour punir Masamori d’être allé combattre Ōgi seul et sans prévenir personne. Elle peut tirer des flèches noires depuis le tatouage de son bras gauche.

#### Groupe de combat
Shinya Makio
Seiyū (anime) : Mitsutaka Itakura
Shinya Makio (巻緒慎也, Makio Shinya) est le chef du groupe de combat. Il n’utilise pas d’armes mais manipule son ombre pour en faire des sortes de tentacules.
Atora Hanashima
Seiyū (anime) : Urara Takano
Atora Hanashima (花島亜十羅, Hanashima Atora) est une combattante énergique, spécialisée dans l’apprivoisement des monstres et leur utilisation en combat. Elle a été affectée comme professeur de Gen Shishio quand celui-ci a rejoint les Veilleurs de Nuit, principalement en raison de son talent pour gérer les « animaux sauvages ». Elle développe une relation asymétrique avec Gen, se rapprochant plus d’une « sœur aînée dominatrice ». La mort de Gen dévasta Atora, qui s’effondra pendant la commémoration. Plus tard, lorsque les Veilleurs de Nuit viennent aider à protéger Karasumori, Atora séjourne dans l’ancien appartement de Gen au lieu de la maison de Yoshimori où sont les autres membres.
Raizō
Seiyū (anime) : Yasuhiro Takato
Raizō (雷蔵) est l’« animal de compagnie » préféré d’Atora. C’est un très bon ami de Gen. Il a l’apparence d’un grand ours blanc, et a le pouvoir de créer et contrôler la foudre.
Majirō
Seiyū (anime) : Hiroki Shimowada
Majirō (魔耳郎) un autre des « animaux de compagnie » d’Atora. Il ressemble à une chauve-souris et permet à Atora de voler. Il détecte tout ce qui se passe dans un rayon de 100 mètres.
Sensuke
Seiyū (anime) : Takayuki Kawasugi
Sensuke (潜助) est similaire à une taupe avec un bonnet. Son nom n’est précisé que dans l’anime.
Yaichi
Seiyū (anime) : Takeharu Onishi
Yaichi (夜一) est une sorte de licorne avec de multiples yeux. Ne crains pas les attaques physiques, car il peut se réduire en poussière à volonté.
Tsukinojō
Seiyū (anime) : Manabu Muraji
Tsukinojō (月之丞) ressemble à un griffon. Il attaque ses ennemis avec sa queue tranchante.
Gen Shishio
Voir Gen Shishio.
Hakudō
Seiyū (anime) : Shouto Kashii
Hakudō (白道) a la capacité de créer une « lame lunaire » (Geppa). Un des émissaires venu chercher Yomi Kasuga à Karasumori au début de l’histoire.
Ōdō
Seiyū (anime) : Tooru Nara
Ōdō (黄道) a la capacité de créer des « orbes solaires » (En-yō-gyoku). Second émissaire venu chercher Yomi à Karasumori.
Kaoru Yukimasa
Seiyū (anime) : Ryuuichi Kagetaira
Kaoru Yukimasa (行正薫, Yukimasa Kaoru) se bat avec une épée. Il sert de garde du corps à Hadoka lors de l’assaut de Kurobōrō.
Yoshirō Takemitsu
Seiyū (anime) : Yuuki Masuda
Yoshirō Takemitsu (武光喜朗, Takemitsu Yoshirō) se bat aussi avec une épée. Il porte des lunettes et a les cheveux longs. Il se porte volontaire pour participer à l’assaut de Kurobōrō, mais se fait refuser par Masamori.
Daigo Todoroki
Seiyū (anime) : Keisuke Fujii
Daigo Todoroki (轟大吾, Todoroki Daigo) est un semi-ayakashi. Il est capable de soulever à mains nues la boule de fer que Yoshimori utilise pour s’entraîner. Il se sert pour combattre d’une grosse massue qu’il utilise comme une batte de baseball sur une boule de feu d’Ōdō lors de l’attaque de Karasumori par le Kurobōrō.
Dai Yagaeshi
Dai Yagaeshi (八重樫大, Yagaeshi Dai) est un ami de Sen. Il est capable de faire des doubles de lui-même afin de tromper les adversaires, qu’il attaque avec des aiguilles. Il porte en permanence un bonnet et ne parle jamais. C’est le seul survivant des jeunes du groupe dirigé par Yukimasa après le piège tendu par Gorō Ōgi au cours d’une mission.
Shōki
Seiyū (anime) : Teppei Akahira
Shōki (章樹) se fait presque tuer après avoir provoqué Gen car celui-ci s’intègre assez mal avec le reste des Veilleurs de Nuit. Shōki n’apparaît que dans l’anime.

#### Groupe d’espionnage
Kei Sazanami
Kei Sazanami (細波慧, Sazanami Kei) est le troisième fondateur des Veilleurs de Nuit. Il peut lire les pensées des personnes voisines. Il trahit les Veilleurs de Nuit en vendant des informations au clan Ōgi, mais Masamori accepta de le garder après une période d’isolement.
Kyōichi Hiba
Seiyū (anime) : Go Inoue
Kyōichi Hiba (翡葉京一, Hiba Kyōichi) est le membre des Veilleurs de Nuit qui empêche Gen de perdre le contrôle de lui-même lors de la première visite de Kaguro à Karasumori. Il injecte du poison à Gen quand celui-ci essaie de se transformer entièrement, pour le calmer et lui faire retrouver sa forme humaine. Dans la version française son prénom a été traduit en Ryōichi.
Sen Kagemiya
Seiyū (anime) : Ryōhei Kimura
Sen Kagemiya (影宮閃, Kagemiya Sen) suit Yoshimori lorsque celui-ci court après Kaguro (qui est en fait Shion, habillé comme Kaguro) lors de l’assaut de Kokubōrō sur Karasumori. Mais malgré sa discrétion, il se fait prendre par les membres du Kokubōrō. Il est secouru par Yoshimori et l’aide ensuite (bien que brièvement) dans son combat contre Kaguro. Dans les chapitres suivants du manga, il est chargé par Masamori d’observer ceux choisis par Karasumori. Pour ce faire, lui et Shū (qui a été transféré de la division de combat à celle du renseignement avec Sen), sont inscrits dans la même école que Yoshimori et Tokine. Il est révélé que Sen possède la capacité de lire dans l’esprit des gens, bien que, jusqu’à présent, il ne puisse voir que les pensées les plus superficielles. Il déteste qu’on lui rappelle qu’il a un air féminin et il a peur des insectes. Dans les premiers volumes de la version française il est désigné au féminin, c’est une erreur due à la traduction du japonais qui ne permet pas toujours de déterminer le genre d’une personne.
Shū Akitsu
Seiyū (anime) : Yoichi Masukawa
Shū Akitsu (秋津秀, Akitsu Shū) est un ami de Sen qui peut se faire pousser des ailes. Il a aussi une excellente ouïe qui l’aida quand il fut transféré du groupe de combat au groupe d’espionnage des Veilleurs de Nuit. Dans les chapitres les plus récents, Shū et Sen ont été chargés d’enquêter sur les kekkaishi de Karasumori. Sa vraie forme, quand il perd le contrôle de lui-même, est celle d’un vampire qui joue avec ses victimes de sexe féminin.
Hakoda
Seiyū (anime) : Noboru Yamaguchi
Hakoda (箱田) a la capacité de voir les objets lointains. C’est le premier à voir Yoshimori et Sen dans l’espèce de zekkai au Kokubōrō. Il est très timide et porte un sac en papier sur la tête.

#### Groupe de transport
Mukade
Seiyū (anime) : Jou Watanabe
Mukade (蜈蚣) a le pouvoir de créer un insecte noir géant pour s’en servir comme moyen de transport. Il a servi pour transporter de nombreuses personnes à Kokubōrō afin de sauver Yoshimori et Sen. Il a également servi à amener Shigemori et Shūji à la maison de Heisuke Matsudo. Il n’hésite pas à faire payer ses services à Takemitsu en plein combat.

#### Groupe des sorts
Fumiya Somegi
Fumiya Somegi (染木文弥, Somegi Fumiya) est le chef du groupe des sorts. Ses bras et sa joue gauche sont tatoués. Son visage change complètement d’expression lorsqu’il utilise un sort. Il fait ressortir un sort placé par Michiru sur Karasumori et détruit celui utilisé par Kakeru qui faillit détruire la ville autour de Karasumori.
Ito Orihara
Ito Orihara (織原絲, Orihara Ito) est une spécialiste de l’annulation des sorts. Elle est assez timide. Elle annulera le sort placé par Michiru.

#### Groupe médical
Kikusui
Kikusui (菊水) est le chef des guérisseurs des Veilleurs de Nuit. Il a l’apparence d’un jeune garçon. Lui et Shiragiku permettent à Masamori de récupérer de ses blessures en quelques jours. Ils guérissent aussi Hiura lorsqu’il est blessé par Shichirō Ōgi.
Shiragiku
Shiragiku (白菊) est la seconde guérisseuse des Veilleurs de Nuit. Elle a l’apparence d’une jeune fille.

#### Autres
Hadoka (mère)
Seiyū (anime) : Nami Okamoto
Hadoka (箱田) est la mère d’Hadoka. Elle s’occupe des travaux ménagers.
Yomi Kasuga
Seiyū (anime) : Houko Kuwashima
Yomi Kasuga (春日夜未, Kasuga Yomi) est une utilisatrice d’ogre, qui essaye une fois de s’emparer du site de Karasumori pour rendre son ogre, Yoki, plus fort. Quand elle était jeune, on se moquait d’elle parce qu’elle aurait dû choisir un meilleur ogre. Elle travaille maintenant pour Masamori comme informateur au sein de la Guilde.
Yoki
Seiyū (anime) : Hisao Egawa
Yoki (ヨキ) est l’ogre de Yomi. Il n’est pas très fort ni intelligent, mais il évolue très rapidement sur le site de Karasumori. Cela le rend arrogant et violent, et il rejeta Yomi. Après s’être fait détruire par Ōdō, il ressuscite d’un petit morceau de ses cornes récupéré par Yoshimori. Depuis, sa taille ne dépasse pas quelques centimètres.
Misao
Seiyū (anime) : Saki Fujita
Misao (操) est une petite fille d’environ 9 ans. Elle a le pouvoir de rendre les objets vivant, souvent des cordes ou des poupées en terre. Cette capacité lui permet avec Akira de s’échapper de la « boîte ».
Akira
Seiyū (anime) : Machiko Kawana
Akira (明) est un petit garçon d’environ 6 ans. Il a la capacité de rendre les choses invisibles. Il l’utilise pour tricher au football.
Higurashi
Higurashi (蜩) a aussi la capacité de se faire pousser des ailes. Il porte Hatori pour combattre le Kurokabuto.
Aikawa
Aikawa (愛川) est le chef cuisinier des Veilleurs de Nuit. Il a une carrure imposante mais une allure efféminée.

### Groupe de l’Œil du Serpent (Janome)
Le Groupe de l’Œil du Serpent (蛇の目, Janome) est un groupe ultra-secret spécialisé dans les prédictions.
Nozomi
Nozomi (ノゾミ) est le maître de Saki. Prêtresse du groupe, elle est attachée pour ne pas s’enfuir. Pour essayer d’empêcher une perturbation majeure des lieux sacrés, elle envoya Saki prévenir les dieux shinyūchi, puis se suicida.
Saki
Saki (サキ) est apparue en utilisant des ayakashi artificiels en forme de papillons pour faire passer un avertissement, mais ceux-ci sont devenus incontrôlables. Elle coupa ses cheveux, source du pouvoir d’une Miko, pour se faire pardonner. Elle a transmis le message de son maître à propos de Karasumori qui tombera dans le chaos. À son retour, après avoir constaté le suicide de son maître, elle s’enfuit pour tenter d’éviter les perturbations qui ont été prédites.

### Bureau d’Investigation
Le Bureau d’Investigation s’occupe de mener les enquêtes sur les différents crimes commis. Son budget est apparemment assez serré.
Kōzō Tanno
Kōzō Tanno (探野耕造, Tanno Kōzō) est le directeur du Bureau d’Investigation. Pour analyser une scène de crime, il utilise ses cheveux qui forment alors de grandes pointes qu’il dirige à volonté.
Namihira
Namihira est en fait un espion à la solde du Bureau d’Enregistrement. Voir Namihira.

### Bureau du Procureur
Basé sur l’Île de la Guillotine , le Bureau du Procureur s’occupe d’interroger les criminels.
Yashiro
Yashiro (夜城) est un ancien membre du Bureau d’Enregistrement. Il a la capacité de réaliser une attaque mentale qui prend la forme d’une grue.
Kiyoteru Yūgami
Kiyoteru Yūgami (夕上清輝, Yūgami Kiyoteru) 
Kamina
Kamina (架魅那) est une créature qui ressemble un peu à une très grosse chauve-souris. Elle est fabriquée à partir du sang de Yūgami. Il lui a fallu trois ans pour en rassembler la quantité nécessaire.
Saiko Enjōji
Saiko Enjōji (炎上寺彩子, Enjōji Saiko) 
Saikaku Enjōji
Saikaku Enjōji (炎上寺彩覚, Enjōji Saikaku) 

### Bureau d’Enregistrement
Okuni
Okuni est aussi la chef du Bureau d’Enregistrement. Voir Okuni.
Namihira
Namihira (波平) 
Isogai
Isogai (磯貝) 
Kisana
Kisana (綺砂魚) 
Suigetsu
Suigetsu, à l’origine, faisait partie du Bureau d’Enregistrement. Voir Suigetsu.

### Bureau d’Investigation
Meian
Voir Meian.
Hommes masqués

Hakumaru
Hakumaru (白丸) 
Kokumaru
Kokumaru (黒丸) 

## Kokubōrō
Le Kokubōrō (黒芒楼) est un groupe d’ayakashi qui cherche à récupérer le pouvoir de Karasumori pour guérir leur chef, Princesse. La dimension dans laquelle réside le Kokubōrō s’appelle Kurosusuki (黒芒).
Princesse
Seiyū (anime) : Naoko Matsui
Princesse (姫, Hime) est un renard à neuf queues capable de prendre une forme humaine. C’est un démon dont la puissance égale presque celle d’un dieu. Sa puissance se devine dans la création du château de Kokubōrō et de la dimension dans laquelle il se trouve. Toutefois, elle est frappée d’une maladie mystérieuse qui la rend presque incapable de bouger. À la fin de l’arc Kokubōrō, elle se re-transforme en un renard à neuf queues lorsqu’elle finit par mourir.
Lorsque Yoshimori la rencontre, il remarque que même si elle est un ayakashi, elle a une élégance et une respectabilité comparable à celle d’une princesse contrairement à l’aura des ayakashi ordinaires qui suscite apparemment la haine et un sentiment de dégoût.
Byaku
Seiyū (anime) : Kenjiro Tsuda
Byaku (白) est âgé de 79 ans. Pourtant il semble avoir une petite trentaine d’années grâce à des expériences qu’il a subi des années auparavant. C’est un fervent adepte de la Princesse. Son œil gauche surdimensionné, lui procure des capacités spéciales comme la capacité de contrôler des ayakashi insectes, de contrôler des esprits, de se régénérer, et de recevoir les informations avec les ayakashi insectes qui pénètrent dans le corps d’une cible. Supposé être un ayakashi, c’est en fait encore un être humain dont le nom est Shiranuma. Heisuke, son ancien collègue et rival d’amour, croit l’avoir tué avec son serviteur démon, Kagami. Mais il a survécu, et porte la Princesse lorsque Kokubōrō s’effondre au moment de son décès.
Kaguro
Seiyū (anime) : Hiroaki Hirata
Kaguro (火黒) était autrefois un être humain. Il est maintenant un ayakashi dans un corps humain. Il a un niveau de classe S qui sont, comme l’explique Sen, capable de maintenir une forme humanoïde, tous très intelligents et considérés comme extrêmement puissants. Il peut produire des épées à partir de son corps, mais surtout de ses bras et se révèle capable de facilement couper à travers les kekkai de Yoshimori sans problème. Lorsqu’il était humain, c’était un samouraï nommé Genichirō Kuroda (黒田源一郎, Kuroda Genichirō). Il dit lui-même qu’il était impitoyable comme il l’est maintenant, et qu’il avait même tué le vice-chef de son dojo. Il voyageait à la recherche de combats et tuant n’importe quel adversaire rencontré, jusqu’à ce qu’il rencontre un kekkaishi (peut-être un ancêtre de Yoshimori ou Tokine) et avait été empalé avoir s’être tué par son zekkai. Kaguro a toutefois indiqué que par rapport à Yoshimori, le kekkaishi était considéré comme vicieux et avec un regard extrêmement froid. En plus de son haut niveau d’intelligence et sa maitrise du sabre, il possède une agilité étonnante, un rythme et une vitesse qui sont considérés comme les plus élevés parmi le Kokubōrō. Il est tué par le zekkai de Yoshimori por venger la mort de Gen et protéger Sen.
Gagin
Seiyū (anime) : Kenta Miyake
Gagin (牙銀), sans sa peau humaine, ressemble à un centaure à six bras. Avec sa peau, il ressemble à un homme de grande taille (facilement 2 mètres de haut) avec une vieille armure de guerrier et des cheveux gris hérissés. Il semble s’énerver facilement et est l’un des plus téméraires du Kokubōrō. Il a un grand désir de trouver des adversaires à sa taille lorsque l’occasion lui en est donnée. Il est très puissant et peut lancer des boules de feu qu’il dirige à volonté. Elles peuvent aller d’une petite taille, mais rapide, à une taille incommensurable et puissante. Il était encore presque capable de battre seul, Gen (qui s’était complètement transformé en ayakashi), Yoshimori et Tokine simultanément. Il a été tué par le zekkai de Masamori dans le manga, et par un kekkai de Yoshimori dans l’anime.
Shion
Seiyū (anime) : Maki Tamura
Shion (紫遠) peut contrôler des araignées pour forcer les autres à suivre ses ordres. Elle semble être l’un des plus décontractés du Kokubōrō, mais c’est un adversaire de taille qui a été capable de prendre le contrôle de Heisuke et de le forcer à se suicider. On apprend plus tard qu’il s’agissait en fait d’un ayakashi sur lequel Heisuke a testé la peau humaine que le grand-père de Yoshimori avait pris d’un ayakashi venu en reconnaissance. Habillé comme Kaguro pour attraper Yoshimori et l’amener à Kokubōrō, elle l’attache avec les toiles de ses araignées. Elle n’a pas participé au combat contre les intrus lors de la destruction du château. Elle est également l’un des survivants du combat à Kokubōrō avec Hekian qu’elle a rapidement pris sous son contrôle avant de quitter la dimension qui s’effondrait.
Aihi
Seiyū (anime) : Sachiko Kojima
Aihi (藍緋) est une scientifique aux cheveux bleus, et un démon de haut niveau. Il y a des années, alors qu’elle chassait des humains, elle rencontra un jeune homme faible, qui n’était surprenamment pas effrayé par elle. Elle devient alors curieuse et ils se sont finalement lié par une sorte d’amitié. Sentant qu’il allait mourir, il l’a attiré dans sa maison et pris au piège par l’utilisation de talismans spéciaux pour qu’elle reste pendant quelques mois jusqu’à sa mort. Finalement, elle se mit à l’aimer et avec sa mort est devenue jalouse des êtres humains, voulant être comme eux. Elle s’abstient donc de les manger si possible.
Lorsqu’elle n’a pas sa forme humaine, elle ressemble à une énorme fleur avec un œil au milieu. Au cours de la bataille dans Kokubōrō, elle tente de s’enfuir lorsque Byaku perd le contrôle qu’il avait sur elle quand il se fait battre par Heisuke. Kaguro se bat alors contre elle et la transperce avec ses épées, mais avant de lui porter le coup fatal, Kaguro sens la présence de Yoshimori et part le trouver. Elle semble mourir après avoir lâché des sortes de graines de pissenlit de son corps, dont l’une est sauvée par Shion. Sa mort reste donc incertaine. Dans l’anime, l’une de ces graines réussie à s’échapper de la dimension et à revenir à la maison de l’homme dont elle était tombée amoureuse.
Hekian
Seiyū (anime) : Kenshô Yamamoto
Hekian (碧闇) travaille au département de l’« information ». Avec sa peau humaine, il porte un turban et des vêtements enveloppant, ce qui rend impossible de voir son visage. Il semble posséder une capacité qu’il appelle les « cent yeux », qui lui permet de voir l’énergie spirituelle de manière si semsible qu’il peut voir à travers le lac qui recouvre la demeure du précédent propriétaire de Karusmori. Mais il déclare qu’il ne peut seulement voir la présence d’une obscurité sans fond. Il est considéré comme l’un des plus faibles parmi le groupe, et Shion a été en mesure de vaincre facilement et le mettant sous son contrôle et le transformant en un de ses subordonnés facilement.
Kōshu
Seiyū (anime) : Katsuhiko Tamura
Kōshu (江朱) travaille au département des « affaires générales ». Quand il n’a pas sa peau humaine, il ressemble à une pieuvre en colère avec de longs tentacules. Sinon, il ressemble à un homme très petit avec des lunettes sur le nez et porte des vêtements de prêtre bouddhiste. Il est considéré aussi comme l’un des plus faibles du Kokubōrō. Il est tué par Yoshimori dans le manga, et par Tokine dans l’anime.
Haroku
Seiyū (anime) : Daisuke Nakamura
Haroku (波緑) fait partie des quatre « embassadeurs » envoyés avec Kaguro à Karasumori. Il ressemble un peu à une grenouille avec de long cheveux lorsqu’il n’a pas sa peau humaine. Il est tué par Yoshimori.
Sekia
Seiyū (anime) : Setsuji Satoh
Sekia (赤亜) est un autre des ambassadeurs. Il ressemble à un poulpe à quatre yeux lorsqu’il n’a pas sa peau humaine. Il est tué par Kaguro.
Haizen
Seiyū (anime) : Rintarou Nishi
Haizen (灰泉) est le troisième ambassadeur. Il a capacité de faire fondre les kekkai à l’aide d’une substance verte qu’il crache. Il est tué par Tokine.
Sanan
Seiyū (anime) : Shunsuke Sakuya
Sanan (茶南) est le dernier ambassadeur. Il ressemble à une chauve-souris avec deux yeux l’un au-dessus de l’autre. Il est tué par Kaguro.
Observateur
Seiyū (anime) : Takuma Takewaka
Sakon
Seiyū (anime) : Katsuhiko Kawamoto
Sakon (左金) travaille au département de la « direction » et est le second de Gagin. Il remplace Gagin après sa mort, en tant que chef du département exécutif et lance une attaque sur Karasumori mais est battu par le zekkai de Masamori. Sans sa peau humaine, il ressemble à un démon lézard géant. Il a le pouvoir de contrôler le vent et l’utilise comme une tornade pour attaquer. Il n’est pas présent dans le manga.
Hisui
Seiyū (anime) : Masao Komaya
Hisui (緋水) 
Femme aux serpents
Seiyū (anime) : Hikari Yono
 Elle n’est pas présente dans le manga. (ép. 46)

## Fullmetal Magic Seal
Épisode du Fullmetal Magic Seal (封魔師, Fūmashi).
Takeshi Kongō
Takeshi Kongō (金剛毅, Kongō Takeshi) 
Kurogane
Kurogane (黒鉄) 
Sagami
Sagami (鎖上) 
Jaren
Jaren (邪煉)  ressemble à un gros hérisson

## Famille Ōgi
La famille Ōgi (扇)
Nizō Ōgi
Nizō Ōgi (扇二蔵, Ōgi Nizō) 
Shichirō Ōgi
Shichirō Ōgi (扇七郎, Ōgi Shichirō) est aussi connu en tant que Shinigami (Dieu de la mort). Il est le fils cadet, successeur légitime du clan Ōgi et a tué ses frères et plusieurs membres de la Guilde avant d’échapper à Masamori. Il visite Karasumori pour voir s’il a quelque chose de commun avec Yoshimori, déclenche un combat et détruit l’école. Le lendemain, il a une discussion dans un café avec Tokine. Lors de l’invasion, en tentant de tuer les attaquants il attaque par erreur Hiura. Il envoya ensuite ses guérisseurs le soigner.
Ichirō Ōgi
Voir Ichirō Ōgi. C’est en fait la fusion de six frères :
Ichirō Ōgi
Ichirō Ōgi (扇一郎, Ōgi Ichirō) 
Jirō Ōgi
Jirō Ōgi (扇二郎, Ōgi Jirō) 
Saburō Ōgi
Saburō Ōgi (扇三郎, Ōgi Saburō) 
Shirō Ōgi
Shirō Ōgi (扇四郎, Ōgi Shirō) 
Gorō Ōgi
Gorō Ōgi (扇五郎, Ōgi Gorō) 
Rokurō Ōgi
Rokurō Ōgi (扇六郎, Ōgi Rokurō) 
Shijima
Shijima (紫島) 

## École Karasumori
Yoshimori et Tokine viennent à Karasumori la nuit pour le protéger des ayakashi, mais pendant la journée ils viennent au lycée comme de simples élèves.

### Élèves
Hiromu Tabata
Seiyū (anime) : Yuusuke Tezuka
Hiromu Tabata (田端ヒロム, Tabata Hiromu) est un ami de Yoshimori, du même niveau mais d’une autre classe. Il est surnommé le « magicien de l’information » car il aime récolter les informations sur les gens.
Tomonori Ichigaya
Seiyū (anime) : Takashi Oohara
Tomonori Ichigaya (市ヶ谷友則, Ichigaya Tomonori) est un autre ami et camarade de classe de Yoshimori. Il est plutôt réservé et sage.
Yurina Kanda
Seiyū (anime) : Saya Kazuki
Yurina Kanda (神田百合奈, Kanda Yurina) est une camarade de classe de Yoshimori. Elle est capable de voir les ayakashi et consulte souvent Yoshimori quand elle en voit un.
Madoka
Madoka (まどか) est une amie et camarade de classe de Tokine. Elle trouve Yoshimori « mignon » et encourage Tokine à améliorer leur relation.
Julia Roppongi
Julia Roppongi (六本木樹理亜, Roppongi Juria) est une étudiante de la classe 1-D. Ses surnoms sont la « veuve noire » et la « marionnettiste ». Elle tombe amoureuse de Yoshimori après que celui-ci la sauve alors qu’elle tombe du toit de l’école.
Kyōko et Ayano
Seiyū (anime) : Saori Seto et Nami Okamoto
Kyōko (キョーコ) et Ayano (アヤノ) sont des amies et camarades de classe de Yurina. Elles croient que Yurina est amoureuse de Yoshimori.
Aoi Shinagawa
Seiyū (anime) : Ryoko Shiraishi
Aoi Shinagawa (品川葵, Shinagawa Aoi) . Aoi n’apparaît que dans l’anime. (ép. 24)
Elle est directement tombée amoureuse de Gen, quand il se rendait au Domaine Karasumori, quand ce dernier sauter de toit en toit. Elle est une amie d’enfance de Kanda. Elle a vu que Gen savait se montrer généreux en donnant un bout de son repas à un chiot abandonné, ensuite, le soir même, elle rapporta le chiot chez elle.
Kirara Kawakami
Seiyū (anime) : Yurin
Kirara Kawakami (川上雲母, Kawakami Kirara) est une amie de Tokine. C’est l’ennemie de Mao. Kirara n’apparaît que dans l’anime.
Mao Shinohara
Seiyū (anime) : Saori Yumiba
Mao Shinohara (篠原真桜, Shinohara Mao) est une camarade de classe de Tokine, jalouse de celle-ci. Mao n’apparaît que dans l’anime.

### Professeurs
Kurosu
Seiyū (anime) : Tomoyuki Shimura
Kurosu (黒須) est un enseignant de langue , Makoto Mori Karasumori titulariat. Strawberry Daifuku est le favori. Quelque chose de spirituel et de bon avec les animaux (elle n’a pas d’inspiration, cependant, remarqué à tous). Tabata a écrit la fin de la cérémonie de trois ans sont attendus pour serrer le boulon 3.
Aoki
Seiyū (anime) : Junko Kitanishi
Aoki (青木) est une collègue enseignante de Kurosu.
Tatsumi Minō
Seiyū (anime) : Tōru Ōkawa
Tatsumi Minō (三能たつみ, Minō Tatsumi) est conseiller d’éducation à Karasumori. Il est contrôlé par un ayakashi parasite nommé Kugutsuchu à cause des faibles pouvoirs qu’il possède. Alors il est très séduisant et sinistre lorsqu’il est possédé, le vrai Minō est très gentil, consciencieux, légèrement pervers, dévoué à l’enseignement, et un peu idiot. Son pouvoir se manifeste par l’apparition de trois esprits en forme de serpents.
Roxanne, Simone et Joséphine
Seiyū (anime) : Ryōtarō Matsui, Remika Takahashi et Yuka Ichikawa
Roxanne (ロクサーヌ, Rokusānu), Simone (シモーヌ, Shimōnu) et Joséphine (ジョセフィーヌ, Josefīnu) sont les trois esprits serpents de Minō.
Sano Motoaru
Sano Motoaru (茶野元晴, Motoaru Sano) est un enseignant d’études sociales. Selon Yoshimori, il est plutôt sympathique et bien apprécié des élèves.

## Ayakashi

### Dieux
Uro-sama
Seiyū (anime) : Chafurin
Uro-sama (ウロ様) est l’ancien propriétaire du domaine Karasumori qu’il céda au fondateur des kekkaishi. Il adore dormir ainsi que manger (particulièrement les donuts). Il demande l’aide de Yoshimori Sumimura pour réparer son lieu de repos.
Mamezō
Seiyū (anime) : Shirō Saitō
Mamezō (豆蔵)  grenouille, serviteur de Uro-sama
Princesse
Princesse est le dieu du Kurosusuki. Voir Princesse.
Kokuunsai
Kokuunsai (黒雲斎)  dieu dans un château dans le ciel
Tobimaru
Tobimaru (飛丸)  descendance de Kokuunsai
Shidō
Shidō (紫堂)  corbeau, serviteur de Kokuunsai et Tobimaru
Haizawa et Haikawa
Haizawa (灰沢) et Haikawa (灰川)  corbeaux, serviteurs qui transportent Yoshimori, Tokine et Sen.
Dragon d’eau
Dragon d’eau (水龍, Mizu Ryū)  dragon d’un lac voisin de Karasumori, amené à Karasumori par Sumiko (la mère de Yoshimori).
Tanyū
Tanyū (淡幽)  cheveux longs, Mudō cherche à prendre le pouvoir, forme véritable d’un héron.
Chêvre
 tête en forme de squelette de chèvre, tué par Sumiko.
Sanglier
 Dieu en forme de sanglier lâché par Ōgi Jirō  pour que des membres des Veilleurs de Nuit le tuent.
Poisson-chat
 Dieu en forme de poisson-chat géant, qui attaque le dieu précédent.
Dieu d’Akedasato
Dieu d’Akedasato (緋田郷の主, Akedasato no Aruji)  dieu au parapluie qui « attaque » karasumori, tué par Tokine.
Mayuka
Mayuka (繭香)  dieu sur la colline derrière la maison familiale des Ōgi.

### Autresayakashi
Yumigane
Yumigane (弓鉄)  mille-pattes géant, blesse Tokine au bras.
Tsuchi Gama
Tsuchi Gama (土蝦蟇)  caméléon, absorbant un matériau avec sa queue et le recrachant comme projectile.
Kugutsuchū
Kugutsuchū (傀儡虫)  insecte parasitant les serpents du professeur Minō.
Kemari
Kemari (毛鞠)  jambes poilue, gracieux ?
Himogura
Himogura (火土竜)  Taupe avec la queue en feu ? Il n’apparaît que dans l’anime.
Hiwatari
(氷渡)  Irritable, projectiles de glace.
Kōya
Voir Kōya.
Honetarō
Seiyū (anime) : Satsuki Tsudumi
Honetarō (骨太郎)  enfant avec de petites cornes, subordonné de Kōya.
Uhosuke
Seiyū (anime) : Hideki Tanaka
Uhosuke (ウホ助)  grand singe, autre subordonné de Kōya.
Nagao
Seiyū (anime) : Noboru Yamaguchi
Nagao (長尾)  faisan, autre subordonné de Kōya.
Sasori Gama
Seiyū (anime) : Ryūzaburō Ōtomo
Sasori Gama (蠍鎌)  scorpion à la carapace très dure, abattu par Masamori avec un kekkai à 5 couches.
Hashirumori
Hashirumori (走る森)  explosion de fumée ? Abattu par la collaboration entre Yoshimori et Tokine.
Shirahago
Seiyū (anime) : Kujira, Kimiko Saitō et Keiji Himeno
Shirahago (白羽児)  grosse chouette, qui se sépare en trois enfants « à plumes » : Hiduki (一月), Fuduki (二月) et Miduki (三月). Envoyés par Byaku pour espionner Karasumori.
Yatsude
Yatsude (八つ手)  araignée avec de gros bras, abattue par Masamori.
Ōkubiguruma
Seiyū (anime) : Tetsuo Gotō
Ōkubiguruma (大首車)  tête dans une roue, peut tourner à grande vitesse, abattue par Yoshimori.
Hitotsume Tokage
Hitotsume Tokage (一つ目蜥蜴)  lézard utilisant sa queue.
Nō Otoko
Seiyū (anime) : Naoki Tatsuta
Nō Otoko (脳男)  en forme de cerveau, prend possession du corps de Kimiya Hachiōji, abattu par Tokine.
Youkyokusai
Seiyū (anime) : Chō
Youkyokusai (妖曲斎)  envoutant comme un renard avec un kimono, écran de fumée ? Il n’apparaît que dans l’anime.
Tanimatagi
Tanimatagi (谷またぎ)  assez de forces pour infliger une blessure profonde ? Il n’apparaît que dans l’anime.
Nomori
Nomori (野守)  peut manger et boire indéfiniement, ressemble à une chenille géante ? Il n’apparaît que dans l’anime.
Yakage
Yakage (矢影)  utilisé comme un leurre ? Il n’apparaît que dans l’anime.
Ryūbachi
Ryūbachi (龍蜂)  grande attaque lancée en permanence ? Il n’apparaît que dans l’anime.
Kageki
Kageki (影斬)  participe à la seconde invasion de Karasumori par le Kokubōrō, se déplace comme une ombre, mais ne peut pas aller dans l’ombre. Il n’apparaît que dans l’anime.
Hanāo
Hanāo (花魚)  ressemble à des poissons ?
Udedango
Udedango (腕団子)  ?
Amarashi
Amarashi (雨嵐)  manipule les nuages et le vent, peut se déplacer la journée ?
L’ayakashi aux cheveux
 de forme humaine avec de long cheveux. Ils lui servent pour attaquer. Se régénère, est tué par le Kurokabuto.
Kurokabuto
Kurokabuto (黒兜)  ayakashi créé pour le combat, armure géante, très dangereux.
Yami Ankō
Yami Ankō (闇暗行)  attaque avec sa queue ?
Tsubokōkai
Tsubokōkai (壺骨海)  corps de tissu et tête de squelette, s’étend à l’infini, abattu par Tokiko ?

## Autres personnages
Yumeko Hananokoji
Seiyū (anime) : Masako Nozawa
Yumeko Hananokoji (花乃小路夢子, Hananokoji Yumeko)  conseillière des esprits, riche
Toshihiko Tsukijigaoka
Seiyū (anime) : Akira Ishida
Toshihiko Tsukijigaoka (月地ヶ岡俊彦, Tsukijigaoka Toshihiko)  frère du patissier
Gaku Mikawajima et Taichi Komagome
Seiyū (anime) : Mayumi Tanaka et Makoto Tsumura
Gaku Mikawajima (三河島学, Mikawajima Gaku) et Taichi Komagome (駒込太一, Komagome Taichi)  camarades de Toshimori
Heisuke Matsudo
Seiyū (anime) : Nachi Nozawa
Heisuke Matsudo (松戸平介, Matsudo Heisuke)  Professeur émérite d’université, 70 ans, vieil ami de Shigemori.
Kagami
Seiyū (anime) : Asako Dodo
Kagami (加賀見)  démon de haut niveau invoqué par Heisuke. Forme et nom de Risa Kagami, la femme qu’il aimait.
Risa Kagami
Seiyū (anime) : Yōko Honna
Risa Kagami (加賀見リサ, Kagami Risa)  recherchait la jeunesse éternelle, « amoureuse » de Byaku.
Homme
Seiyū (anime) : Hiroki Takahashi
 Premier amour de Aihi (ép. 49).
Prêtre bouddhiste
Seiyū (anime) : Mugihito Terada
 temple où s’entraine Yoshimori.
Kimiya Hachiōji
Seiyū (anime) : Daisuke Hirakawa
Kimiya Hachiōji (八王子君也, Hachiōji Kimiya)  étudiant populaire parasité par un ayakashi.
Sandy Blackman
Sandy Blackman est une belle édutiante américaine dont est amoureux le dieu Tobimaru.
Tessai Shishio
Seiyū (anime) : Atsuki Tani
Tessai Shishio (志々尾鉄斎, Shishio Tessai)  Père de Gen Shishio.
Gō, Shō et Yū Shishio
Gō Shishio (志々尾剛, Shishio Gō), Shō Shishio (志々尾将, Shishio Shō) et Yū Shishio (志々尾雄, Shishio Yū)  frères de Gen.
Ryō Shishio
Seiyū (anime) : Arisa Ogasawara
Ryō Shishio (志々尾涼, Shishio Ryō)  sœur de Gen.
Sakai
Seiyū (anime) : Mitsuru Miyamoto
Sakai (坂井) est l’ancien ami de Kuroda qui tomba dans les ténèbres à cause d’un conseil permettant à celui-ci de devenir plus fort. Il est tué par son ami devenant un « démon » après avoir essayé de le raisonner. Il n’apparait que dans l’anime.
Ginji
Ginji (銀次)  ?
Frères Kakushi
Frères Kakushi (角志野兄弟, Kakushi no kyōdai)  cf. boites noires.
Yoshida
Yoshida (吉田)  petit, en prison ?

## Esprits
Masahiko Tsukijigaoka
Seiyū (anime) : Kōichi Tōchika
Masahiko Tsukijigaoka (月地ヶ岡真彦, Tsukijigaoka Masahiko)  ancien pâtissier mort d’un accident de scooter en allant acheter du chou, frère de Toshihiko Tsukijigaoka.
Masanao Murakami
Seiyū (anime) : Hirohiko Kakegawa
Masanao Murakami (村上正直, Murakami Masanao)  fabricant de papier, décès accidentel, bras en faucille.
Noir
Noir (ノワール, Nowāru)  chat mort dans un accident de voiture.
Kiyoko
Kiyoko (キヨコ)  fille qui hante Karasumori, influence les élèves pour qu’ils suivent des modes stupides. Elle révèle à Yoshimori endormi : « Karasumori se réveillera bientôt. »